# 歧鬚真巨口魚
歧鬚真巨口魚（学名：Eustomias bifilis）为輻鰭魚綱巨口鱼目巨口鱼科的其中一種。分布於印度西太平洋區的印尼及巴布亞紐幾內亞海域，為深海魚類，棲息深度可達800公尺。

## 扩展阅读
維基物種上的相關：歧鬚真巨口魚